# Miconia tristis
Miconia tristis är en tvåhjärtbladig växtart som beskrevs av Antoine Frédéric Spring. Miconia tristis ingår i släktet Miconia och familjen Melastomataceae. Inga underarter finns listade i Catalogue of Life.